# Stérilisateur

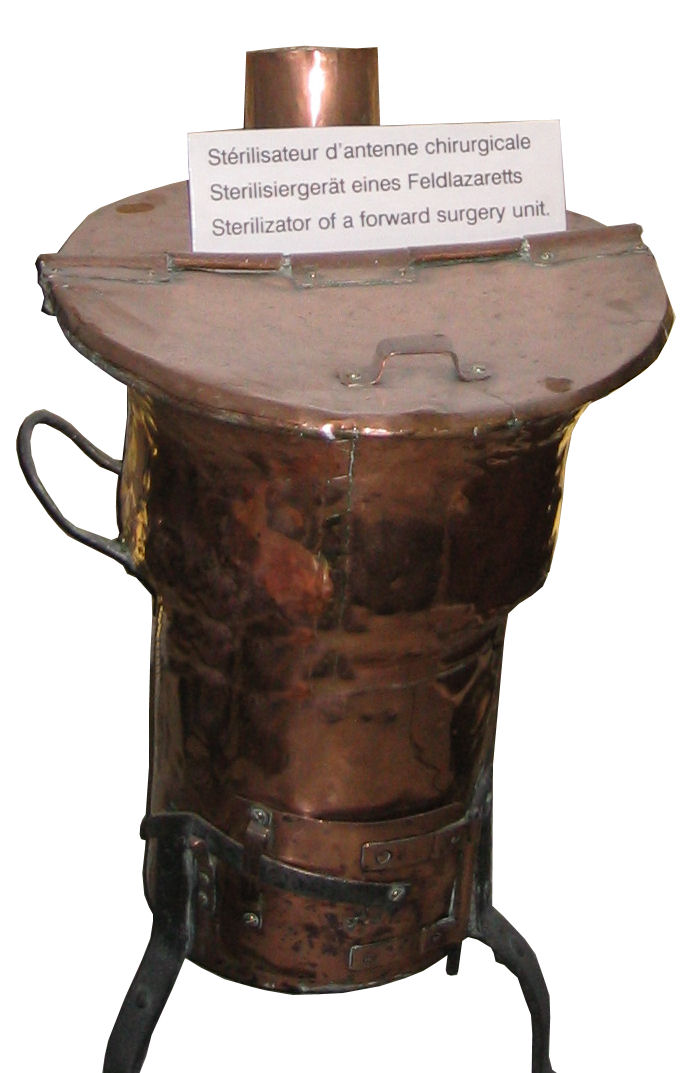
Un stérilisateur d'antenne chirurgicale avancée de la Première Guerre mondiale.

Le stérilisateur est un instrument de médecine qui permet de stériliser les outils et accessoires de travail.

## Principe de fonctionnement des stérilisateurs modernes
Mis sous tension, le cordon électrique transporte le courant électrique dans le tube provoquant l’échauffement. Ce tube émet des rayons ultra-violets ; ces derniers frappent les parois intérieures du stérilisateur. Les ultra-violets transforment l’oxygène de l’air en ozone et stérilisent les outils. Ces rayons ont une puissance germicide élevée.